# Paweł Wojciechowski (ekonomista)
Paweł Wojciechowski (ur. 3 stycznia 1960 w Warszawie) – polski ekonomista, menedżer, nauczyciel akademicki, urzędnik państwowy i dyplomata, doktor nauk technicznych. W 2006 minister finansów, w latach 2009–2010 podsekretarz stanu w Ministerstwie Spraw Zagranicznych, stały przedstawiciel RP przy OECD (2010–2014), wiceprezydent Pracodawców Rzeczypospolitej Polskiej.

## Życiorys

### Wykształcenie
Ukończył w 1983 czteroletnie studia z zakresu handlu zagranicznego w Szkole Głównej Planowania i Statystyki. Kształcił się następnie na John Carroll University (Bachelor of Arts in Economics z 1986) oraz Case Western Reserve University (magister w dziedzinie badań operacyjnych z 1988). W 1990 ukończył studia doktoranckie w Stanach Zjednoczonych. W 1995 uzyskał stopień doktora nauk technicznych w zakresie informatyki w Instytucie Badań Systemowych PAN na podstawie pracy Computer Models of Management Contractan Application of Option Theory, której promotorem był Olgierd Hryniewicz.

### Działalność do 2005
Od 1987 do 1988 był konsultantem Davies Can Co. w Solon. Następnie do 1991 jako analityk i programista pracował w Center for Regional Economic Issues w Cleveland. Był też asystentem na studiach MBA w Weatherhead School of Management w Cleveland.
W 1992 wrócił do Polski, nadzorował projekty pomocowe ONZ jako kierownik Programu Rozwoju Instytucji Rynkowych. Był doradcą w Ministerstwie Przekształceń Własnościowych (od 1992 do 1994). Po odejściu z resortu pełnił funkcję dyrektora oddziału w Polskim Banku Rozwoju, równolegle od 1995 do 1996 kierował Polską Grupą Zarządzania Funduszami. Później do 1999 był dyrektorem inwestycyjnym i następnie prezesem zarządu Towarzystwa Funduszy Inwestycyjnych PBK Atut. Pod koniec lat 90. przez rok pełnił funkcję wiceprezesa Stowarzyszenia Towarzystw Funduszy Inwestycyjnych.
Był członkiem rad nadzorczych licznych przedsiębiorstw, m.in. Banku Depozytowo-Kredytowego w Lublinie (1994–1996), Polskiego Towarzystwa Prywatyzacyjnego Kleinwort Benson, Zakładów Chemicznych Police (2006–2007), Ruchu (2007) i innych. Był także wiceprezesem Izby Gospodarczej Towarzystw Emerytalnych (2000–2001) oraz członkiem Światowej Federacji Towarzystw Emerytalnych (od 2000 do 2005).
Od lipca 1999 do stycznia 2005 zajmował stanowisko prezesa zarządu Powszechnego Towarzystwa Emerytalnego Allianz Polska. W 2003 kierowany przez niego fundusz wygrał 2003 ranking realnego wyniku finansowego. W okresie prezesury Pawła Wojciechowskiego w 14 oficjalnych rankingach KNUiFE PTE Allianz Polska 7 razy znalazł się powyżej i 7 razy poniżej średniej rynkowej.

### Działalność od 2005
Po odejściu z PTE Allianz Polska współpracował z Jerzym Hausnerem z Partii Demokratycznej przy opracowaniu programu gospodarczego. Później był członkiem zespołu programowego Jana Rokity z Platformy Obywatelskiej, a po wyborach w 2005 objął stanowisko doradcy premiera Kazimierza Marcinkiewicza z PiS.
23 czerwca 2006 urzędujący premier złożył wniosek do prezydenta o odwołanie dotychczasowej minister finansów Zyty Gilowskiej i powołanie na urząd ministra finansów Pawła Wojciechowskiego. Dzień później nominacja została wręczona przez Lecha Kaczyńskiego. Paweł Wojciechowski (którego nominacja według publicystów nie była konsultowana z władzami partii) stanowisko ministra finansów zajmował przez trzy tygodnie. 7 lipca 2006 do dymisji podał się Kazimierz Marcinkiewicz, zaś desygnowany na nowego premiera prezes PiS Jarosław Kaczyński zapowiedział zmianę w resorcie finansów. W powołanym 14 lipca 2006 nowym rządzie ministrem finansów został Stanisław Kluza.
Po odejściu z rządu został głównym ekonomistą Polskiego Instytutu Dyrektorów. W kwietniu 2007 powołano go na prezesa Polskiej Agencji Informacji i Inwestycji Zagranicznych.
2 marca 2009 Paweł Wojciechowski wszedł w skład administracji rządu Donalda Tuska, obejmując funkcję podsekretarza stanu w Ministerstwie Spraw Zagranicznych. 27 listopada 2009 został członkiem Rady Polskiego Instytutu Spraw Międzynarodowych.
1 lipca 2010 został odwołany ze stanowiska podsekretarza stanu w MSZ, następnie powołany na urząd ambasadora RP – stałego przedstawiciela przy Organizacji Współpracy Gospodarczej i Rozwoju. Pełnił tę funkcję do 20 sierpnia 2014. Został później głównym ekonomistą Zakładu Ubezpieczeń Społecznych. W 2016 zespół pod jego kierownictwem opracował koncepcję tzw. jednolitej daniny, stanowiącej połączenie składek na ubezpieczenia społeczne i zdrowotne z podatkiem dochodowym od osób fizycznych.
Powołany również na unijnego koordynatora korytarza transportowego Ren-Alpy. Został także wiceprezydentem oraz głównym ekonomistą organizacji gospodarczej Pracodawcy Rzeczypospolitej Polskiej, profesorem w uczelni Wszechnica Polska Szkoła Wyższa w Warszawie oraz dyrektorem w firmie konsultingowej Whiteshield Partners. Od 2021 był ekspertem gospodarczym ugrupowania Polska 2050. Później został przewodniczącym rady programowej Instytutu Finansów Publicznych. W lutym 2024 objął funkcję przewodniczącego rady nadzorczej Poczty Polskiej, zakończył jej pełnienie jeszcze w tym samym roku. Również w 2024 został członkiem rady nadzorczej Centralnego Portu Komunikacyjnego.

## Życie prywatne
Żonaty, ma troje dzieci.